# Pange lingua gloriosi corporis mysterium

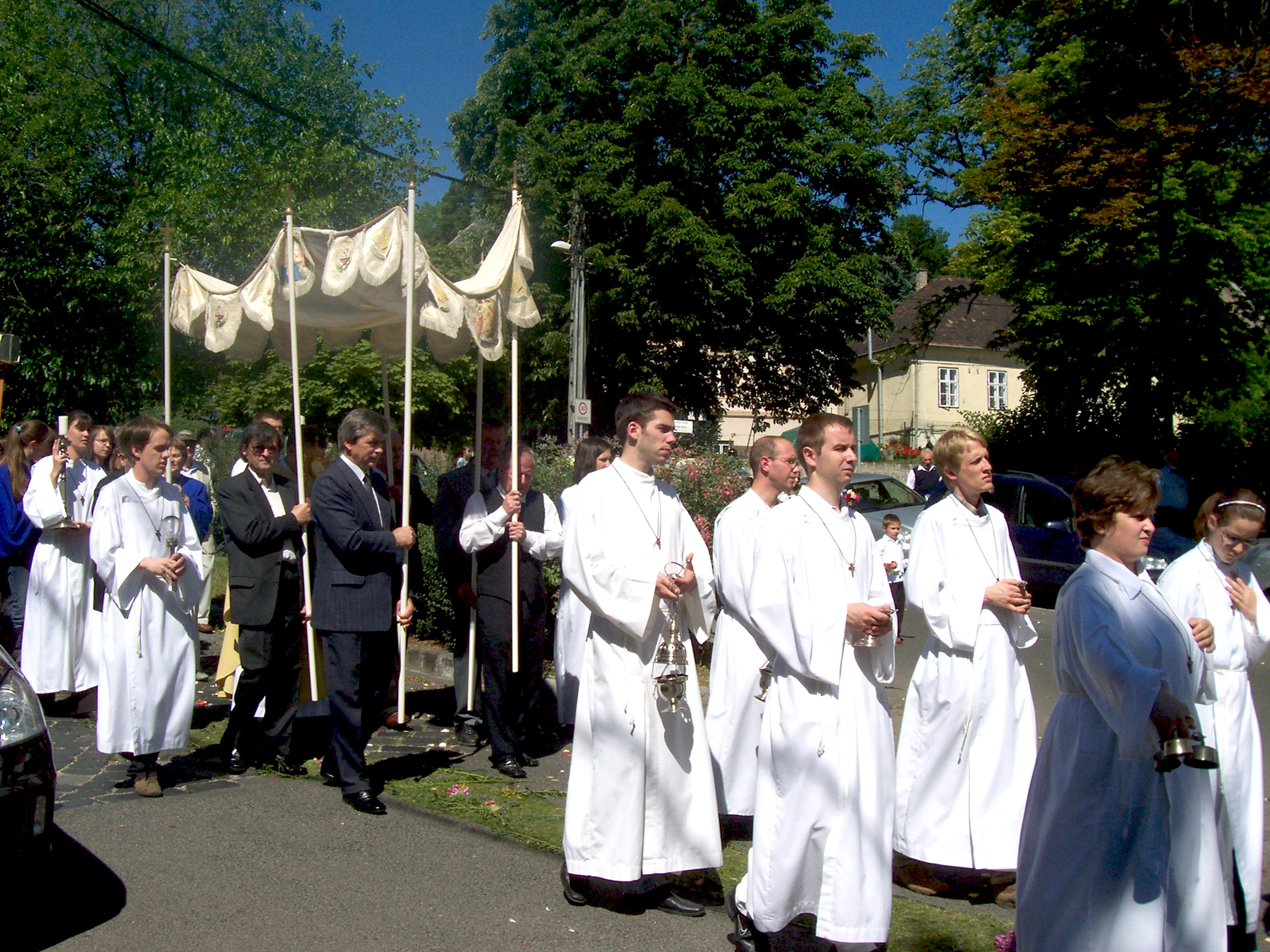
Corpus Christi em Budapeste, onde o Pange Lingua é recitado.

Pange lingua gloriosi corporis mysterium é um hino latino escrito por São Tomás de Aquino (1225–1274) para a solenidade de Corpus Christi. A letra também é recitada ou cantada na Quinta-feira Santa, durante o traslado do altar até o local onde o Santíssimo Sacramento fica em vigília até a Sexta-feira da paixão. A canção se refere à doutrina da Igreja sobre a transubstanciação, onde o pão e vinho da Eucaristia se tornam o Corpo e o Sangue de Cristo.
No Brasil, as últimas estrofes — o Tantum ergo — são populares nas celebrações e adorações eucarísticas, sob o título de Tão Sublime Sacramento.

## História
O hino foi composto por São Tomás de Aquino especialmente para o Ofício de Corpus Christi, é considerado um dos grandes sete hinos da Igreja católica.

## Letra
| Texto em latim | Tradução em português | Texto no Brasil | Texto em Portugal |
| --- | --- | --- | --- |
| Pange, lingua, gloriósi Córporis mystérium, Sanguinísque pretiósi, Quem in mundi prétium Fructus ventris generósi Rex effúdit géntium. Nobis datus, nobis natus Ex intácta Vírgine, Et in mundo conversátus, Sparso verbi sémine, Sui moras incolátus Miro clausit órdine. In suprémæ nocte coenæ Recúmbens cum frátribus Observáta lege plene Cibis in legálibus, Cibum turbæ duodénæ Se dat suis mánibus. Verbum caro, panem verum Verbo carnem éfficit: Fitque sanguis Christi merum, Et si sensus déficit, Ad firmándum cor sincérum Sola fides súfficit. Tantum Ergo Sacrámentum Venerémur cérnui: Et antíquum documéntum Novo cedat rítui: Præstet fides suppleméntum Sénsuum deféctui. Genitóri, Genitóque Laus et jubilátio, Salus, honor, virtus quoque Sit et benedíctio: Procedénti ab utróque Compar sit laudátio. Amen. | Canta, ó língua, o glorioso mistério deste corpo e do sangue precioso, derramado pelo mundo. Fruto de um ventre generoso, Rei de todos os gentios. Dado a nós, por nós nascido De uma intacta virgem, E no mundo vivendo, Espalhando a semente da palavra, O tempo certo da sua permanência Encerrou no rito admirável. Na noite da última ceia, Reunido com os seus discípulos, Observando todo o rito, naquilo que é prescrito, Por suas próprias mãos aos Doze, entregou-se em alimento. O verbo encarnado, o pão real com sua palavra muda em Carne: O vinho torna-se o Sangue de Cristo, E como os sentidos falham, Para firmar um coração sincero Apenas a fé é eficaz. Ó Sacramento tão sublime Veneremos curvados: E a antiga lei Dê lugar ao novo rito: A fé venha suprir A fraqueza dos sentidos. Ao Genitor e ao Gerado louvores e júbilos, saudando-os, honrando-os, dando-lhes graças e bendizendo-os: Ao Procedente de ambos demos os mesmos louvores. Amém. | Vamos todos louvar juntos o mistério do amor. Pois o preço deste mundo foi o Sangue redentor recebido de Maria, que nos deu o Salvador. Veio ao mundo por Maria. Foi por nós que Ele nasceu. Ensinou sua doutrina, com os homens conviveu. No final de sua vida um presente Ele nos deu. Observando a lei Mosaica, se reuniu com os irmãos. Era noite: despedida. Numa ceia, refeição, deu-se aos doze em alimento pelas Suas próprias mãos. A Palavra do Deus vivo transformou o vinho e o pão no seu Sangue e no seu Corpo para nossa salvação. O milagre nós não vemos, basta a fé no coração. Tão sublime Sacramento, adoremos neste altar, Pois o Antigo Testamento deu ao Novo seu lugar. Venha à fé por suplemento os sentidos completar. Ao eterno Pai cantemos e a Jesus, o Salvador. Ao Espírito exaltemos, na Trindade eterno amor. Ao Deus uno e trino demos a alegria do louvor. Amém. | Celebremos o Mistério da Divina Eucaristia Corpo e Sangue de Jesus: O Mistério de Deus vivo, Tão real no Seu altar como outrora sobre a cruz. Vindo à terra, que O chamava, Cristo foi a salvação E a alegria do Seu povo. Foi Profeta, foi Palavra E Palavra que, pregada, Fez do mundo um mundo novo. Foi na Noite Derradeira Que, na Ceia com os Doze, Coração a coração, Se deu todo e para sempre Mãos em bênção sobre a Mesa Da Primeira Comunhão. Assim, Deus, que Se fez Homem, Tudo fez em plenitude de humildade e de pobreza. E o milagre continua: Onde falham os sentidos, Chega a esperança de quem reza. Veneremos, adoremos A presença do Senhor, Nossa Luz e Pão da Vida. Cante a alma o Seu louvor, Adoremos no sacrário Deus oculto por amor. Demos glória ao Pai do Céu, Infinita Majestade; Glória ao Filho e ao Santo Espírito! Em espírito e verdade, Veneremos, adoremos A Santíssima Trindade! Amém. |